# فرخ يسار الثاني
فاروخ يسار الثاني هو الشاه الوجيز الثاني والأربعين لشروان. لا يُعرف الكثير عن فترة حكمه وكان وجوده محل نزاع حتى اكتشاف كنز مكون من 906 عُمل معدنية فضية من فئة شروانشاه في ساليان عام 1934. ومن المعروف أن ابنه تلقى دعوة من النبلاء المحليين لخلافة خليل الله الثاني. ومن المحتمل أنه أُجبر على الفرار إلى داغستان بعد تمرده على أخيه خليل الله الثاني. ومع ذلك، هناك دليل نقودي آخر يُظهر أنه تمكن بطريقة ما من سك عملات معدنية باسمه.